# The Storm (Tech N9ne)
The Storm è il diciassettesimo album in studio del rapper statunitense Tech N9ne, pubblicato nel 2016.

## Tracce
1. Godspeed – 4:07
2. Need Jesus (featuring Stevie Stone & J.L.) – 4:02
3. Sriracha (featuring Logic & Joyner Lucas) – 3:47
4. Wifi (Skit) – 0:41
5. Wifi (WeeFee) – 3:17
6. Erbody but Me (featuring Bizzy & Krizz Kaliko) – 3:17
7. Get Off Me (featuring Problem & Darrein Safron) – 3:19
8. I Get It Now (featuring Krizz Kaliko) – 3:49
9. Hold On Me (featuring Kate Rose) – 4:19
10. Starting to Turn (featuring Jonathan Davis) – 3:33
11. Poisoning the Well – 3:41
12. Buss Serves (featuring Big Scoob & Young Devi D) – 3:57
13. Buddha (featuring Boyz II Men & Adrian Truth) – 3:37
14. No Gun Control (featuring Gary Clark Jr. & Krizz Kaliko) – 3:44
15. What If It Was Me (featuring Krizz Kaliko) – 4:08
16. Anywhere (featuring Marsha Ambrosius) – 3:27
17. The Needle (featuring Krizz Kaliko) – 4:58